# 장원 재판소
장원 재판소(莊園裁判所, manorial court)는 봉건제 시기 잉글랜드의 최하급 법정이었다. 영주가 사법권을 가진 지역 내에서 벌어진 사건들을 다루었으며, 그 사법권은 장원의 거주자 또는 토지 소유자로 한정되었다.

## 같이 보기
- 매너하우스
- 장원 (봉건제)